# Трихогастери
Трихогастерите (Trichogaster) са род тропически лабиринтови риби. Живеят в пресни води и са разпространени в Югоизточна Азия, по конкретно на полустровите Индокитай и Малака, и на островите Калимантан, Суматра и Ява.
Рибите от този род са популярни за отглеждане в аквариум, тъй като не са взискателни към условията на живот. Обикновено достигат дължина на тялото от 12 – 15 cm.

## Видове
- Trichogaster leeri (Bleeker, 1852) – Мозаечен трихогастер[2]
- Trichogaster microlepis (Gunther, 1861) – Лунен трихогастер [2]
- Trichogaster pectoralis (Regan, 1910)
- Trichogaster trichopterus (Ladiges, 1933) – Петнист трихогастер[2]